# Châteauneuf-les-Martigues
Châteauneuf-les-Martigues település Franciaországban, Bouches-du-Rhône megyében. Lakosainak száma 18 364 fő (2022. január 1.). Châteauneuf-les-Martigues Carry-le-Rouet, Ensuès-la-Redonne, Gignac-la-Nerthe, Marignane, Martigues, Sausset-les-Pins és Berre-l'Étang községekkel határos.

## Népesség
A település népességének változása:
| Lakosok száma | 6781 | 10 173 | 10 911 | 11 829 | 13 792 | 15 057 | 16 850 | 17 606 | 17 809 | 18 364 |
|               | 1968 | 1982   | 1990   | 2006   | 2013   | 2015   | 2017   | 2019   | 2020   | 2022   |